# The Big Shakedown
The Big Shakedown (bra: Drogas Infernais) é um filme pre-Code estadunidense de 1934, do gênero drama criminal, dirigido por John Francis Dillon, estrelado por Charles Farrell e Bette Davis, e co-estrelado por Ricardo Cortez, Glenda Farrell e Allen Jenkins. O roteiro de Niven Busch e Rian James foi baseado na história "Cut Rate" (1934), do próprio Busch e Samuel G. Engel.
A produção marcou o último trabalho de direção de Dillon antes de sua morte por enfarte agudo do miocárdio, três meses após o lançamento do filme.

## Sinopse
Jimmy Morrell (Charles Farrell) e Norma Nelson (Bette Davis) planejam se casar assim que a farmácia do bairro começar a dar lucro. A grande oportunidade surge quando o ex-contrabandista Dutch Barnes (Ricardo Cortez) oferece a Jimmy um trabalho duplicando creme dental e cosméticos de marca que podem ser feitos de forma mais barata e depois vendidos em garrafas e potes de empresas farmacêuticas respeitáveis por preços regulares. Quando Dutch pede que ele copie a fórmula de uma marca popular de antisséptico, Jimmy se recusa, alegando não conseguir obter um ingrediente-chave, mas quando Dutch lhe oferece um bônus robusto o suficiente que permite que Jimmy se case com Norma, ele concorda. Problemas começam a aparecer quando a ex-namorada de Dutch, Lily Duran (Glenda Farrell), com ciúmes da atenção que seu ex está dando para outra mulher, notifica a verdadeira empresa antisséptica sobre a farsa, e é assassinada.

## Elenco
- Charles Farrell como Jimmy Morrell
- Bette Davis como Norma Nelson
- Ricardo Cortez como Dutch Barnes
- Glenda Farrell como Lily Duran
- Allen Jenkins como Lefty
- Henry O'Neill como Sheffner
- Dewey Robinson como Slim
- John Wray como Higgins
- Adrian Morris como Trigger

## Recepção
A.D.S., em sua crítica para o The New York Times, disse: "A virtude particular [do filme] ... é que ele é específico e crível em sua descrição do comportamento criminoso. Assim, mantém uma soma moderada de interesse e entusiasmo diante de uma variedade rotineira de impedimentos de filmes de gangues". A TV Guide chama o filme de "melodrama criminal exagerado" e acrescenta: "o material aumenta a credibilidade a cada parte da trama".

### Bilheteria
O filme se saiu muito ruim nas bilheterias. Com um orçamento de US$ 179.000, a produção arrecadou US$ 194.000 nacionalmente e US$ 65.000 no exterior, totalizando US$ 259.000 mundialmente.